# Muchacha de barrio
Muchacha de barrio es una telenovela mexicana dirigida y producida por Ernesto Alonso para la cadena Televisa, siendo exhibida por El Canal de las Estrellas. Fue protagonizada por Ana Martín, Humberto Zurita y Guillermo Murray.

## Elenco
- Ana Martín - Laura Pérez
- Humberto Zurita - Raúl Moncada
- Kitty de Hoyos - Susana, "la Chata"
- Guillermo Murray - Pablo Moncada
- Magda Guzmán - Doña Rosa
- Sergio Jiménez - Pancho
- René Casados - Ernesto Moncada
- Nubia Martí - Denise
- Tony Bravo - Norberto
- Patricia Rivera - Elena
- Ana Laura Maldonado - Deborah
- Martha Zavaleta - Delfina
- Óscar Morelli - Eugenio
- Ernesto Bañuelos - Juan Morales
- Jorge del Campo - Víctor
- Héctor Flores - Dr. Galindo

## Versiones
- En 2015, el productor Roberto Hernández Vázquez, lleva a cabo un remake llamado Amor de barrio, interpretando a los protagonistas de este melodrama, están Ale García y Pedro Moreno. Cabe destacar que en Amor de barrio, también es una versión de Paloma, telenovela de 1975.

- Datos: Q6025667